# Joseph Paul Kleihues
Josef Paul Kleihues, né le 10 juin 1933 et mort le 13 août 2004, est un architecte allemand né à Rheine. 
Il est connu pour sa contribution à la « reconstruction critique » de Berlin à la suite de la démolition du mur séparant les capitales de deux pays RFA et RDA. Il a enseigné à la Cooper Union School of Architecture de New York et à l’académie des arts de Düsseldorf. Son approche est décrite comme « rationalisme poétique » .
Il a été nommé en 1997 directeur de la section IBA NeuBau la section chargée des bâtiments neufs au Internationale Bauausstellung Berlin.